# That’s So Raven (coloana sonoră)
That’s So Raven este albumul coloanei sonore din seria originală Disney Channel cu același nume. Albumul include melodii cântate de vedeta emisiunii, Raven-Symoné și melodia de intro a serialului. Albumul a debutat și a atins pe locul 44 pe Billboard 200 și a fost certificat cu aur de RIAA pentru vânzări de 500.000 de exemplare.

## Recepție critică
O recenzie mixtă făcută de ParentCenter Family Entertainment Guide a numit albumul atât „distractiv” cât și „predictibil”.

## Listă piese
| Nr. | Titlu                             | Artist          | Lungime |  |
| 1.  | „Supernatural”                    | Raven-Symoné    | 02:58   |  |
| 2.  | „Shine”                           | Raven-Symoné    | 03:07   |  |
| 3.  | „Beautiful Soul”                  | Jesse McCartney | 03:55   |  |
| 4.  | „Got to Be Real”                  | Cheryl Lynn     | 03:49   |  |
| 5.  | „(There's Gotta Be) More to Life” | Stacie Orrico   | 03:22   |  |
| 6.  | „We Are Family”                   | Jump5           | 03:40   |  |
| 7.  | „Superstar”                       | Jamelia         | 03:35   |  |
| 8.  | „Ultimate”                        | Lindsay Lohan   | 03:07   |  |
| 9.  | „You Gotta Be”                    | Des'ree         | 04:06   |  |
| 10. | „I'm Every Woman”                 | Chaka Khan      | 04:08   |  |
| 11. | „Where You Belong”                | Huckapoo        | 03:23   |  |
| 12. | „Jungle Boogie”                   | Kool & the Gang | 03:05   |  |
| 13. | „Future Is Clear”                 | Jeannie Ortega  | 03:00   |  |
| 14. | „That's So Raven! (Theme Song)”   | Raven-Symoné    | 00:51   |  |
| 15. | „Supernatural” (Crystal Ball Mix) | Raven-Symoné    | 05:22   |  |

## Clasamente
| Clasament                             | Poziție vârf |
| ------------------------------------- | ------------ |
| Canadian Albums Chart                 | 18           |
| U.S. Billboard 200                    | 44           |
| U.S. Billboard Top Kid Audio          | 1            |
| U.S. Billboard Top R&B/Hip-Hop Albums | 54           |
| U.S. Billboard Top Soundtracks        | 2            |